# Dolerophyle tendinaria
Dolerophyle tendinaria är en fjärilsart som beskrevs av Felder 1875. Dolerophyle tendinaria ingår i släktet Dolerophyle och familjen mätare. Inga underarter finns listade i Catalogue of Life.